# Цейонія Плавція
Цейонія Пла́вція (лат. Ceionia Plautia; II ст.) — давньоримська матрона часів Римської імперії, представниця династії Антонінів.

## Життєпис
Походила з впливового роду Цейоніїв. Після того, як у 136 році її батька Луція Вера було всиновлено імператором Адріаном увійшла до імператорської родини. На відміну від своєї сестри Фабії не намагалася відігравати якоїсь політичної ролі. напевне народилася й усе життя прожила у Римі. Її було видано заміж за Квінта Сервілія Прудента, який в подальшому став консулом у 166 та 180 роках. У подружжя була єдина донька Сервілія, що стала дружиною Юнія Ліцинія Бальба.